# Josiane Balasko
Josiane Balasko (Párizs, 1950. április 15. –) kétszeres César-díjas francia színésznő. 

## Filmográfia

### Film
| Év   | Magyar cím                       | Eredeti cím                                                        | Szerep                       | Magyar hang                                                                |
| ---- | -------------------------------- | ------------------------------------------------------------------ | ---------------------------- | -------------------------------------------------------------------------- |
| 1972 |                                  | Docteur Popaul                                                     | csúnya lány                  |                                                                            |
| 1973 |                                  | L'an 01                                                            | biciklis/tévénéző            |                                                                            |
| 1976 |                                  | Le locataire                                                       | Viviane, irodai dolgozó      |                                                                            |
| 1976 |                                  | Une fille unique                                                   | Simone                       |                                                                            |
| 1977 |                                  | Nous irons tous au paradis                                         | Josy, Lucien barátnője       |                                                                            |
| 1977 |                                  | Pauline et l'ordinateur                                            | Pauline                      |                                                                            |
| 1977 |                                  | Dites-lui que je l'aime                                            | Nadine                       |                                                                            |
| 1977 | Az állat                         | L'animal                                                           | lány a szupermarketben       |                                                                            |
| 1977 | A kicsi kocsi Monte Carlóba megy | Herbie Goes to Monte Carlo                                         | lilaruhás nő                 |                                                                            |
| 1977 |                                  | Monsieur Papa                                                      | lány a telefonfülkében       |                                                                            |
| 1978 | Bronzbarnák                      | Les bronzés                                                        | Nathalie Morin               | 1. és 3. magyar változat: Kocsis Mariann 2. magyar változat: Hámori Eszter |
| 1978 |                                  | Les petits câlins                                                  | Corinne                      |                                                                            |
| 1978 |                                  | Si vous n'aimez pas ça, n'en dégoûtez pas les autres               | egy néző                     |                                                                            |
| 1978 |                                  | La tortue sur le dos                                               | ?                            |                                                                            |
| 1978 |                                  | Les héros n'ont pas froid aux oreilles                             | egy ügyfél                   |                                                                            |
| 1979 | A bronzbarnák síelni mennek      | Les bronzés font du ski                                            | Nathalie Morin               | Kocsis Mariann                                                             |
| 1981 | A férfiak szeretik a kövér nőket | Les hommes préfèrent les grosses                                   | Lydie Langlois               | Pregitzer Fruzsina                                                         |
| 1981 | Törekvő tanerő                   | Le maître d'école                                                  | Lajoie kisasszony            |                                                                            |
| 1981 |                                  | Hôtel des Amériques                                                | Colette                      |                                                                            |
| 1981 |                                  | Clara et les Chics Types                                           | Louise                       |                                                                            |
| 1982 | Karácsonyi kalamajka             | La Père Noël est une ordure                                        | Madame Musquin               | Andresz Kati                                                               |
| 1983 |                                  | Signes extérieurs de richesse                                      | Béatrice Flamand             |                                                                            |
| 1983 | Papi, a hős                      | Papy fait de la résistance                                         | a gyógszerész                |                                                                            |
| 1984 |                                  | P'tit Con                                                          | Rolande                      |                                                                            |
| 1984 |                                  | La smala                                                           | Simone                       |                                                                            |
| 1984 | A tollaskígyó bosszúja           | La vengeance du serpent à plumes                                   | Jackie, a taxisofőrnő        | Braun Rita                                                                 |
| 1985 |                                  | Sac de noeuds                                                      | Anita                        |                                                                            |
| 1985 |                                  | Tranches de vie                                                    | Madame Dupuis                |                                                                            |
| 1986 |                                  | Nuit d'ivresse                                                     | Frède                        |                                                                            |
| 1986 |                                  | Les Frères Pétard                                                  | Aline                        |                                                                            |
| 1987 |                                  | Les keufs                                                          | Mireille Molineux nyomozó    |                                                                            |
| 1988 |                                  | Sans peur et sans reproche                                         | nemi erőszakkal fenyegetett  |                                                                            |
| 1988 |                                  | Une nuit à l'Assemblée Nationale                                   | újságíró                     |                                                                            |
| 1989 | Túl szép hozzád                  | Trop belle pour toi                                                | Colette Chevassu             | Györgyi Anna                                                               |
| 1991 |                                  | Ma vie est un enfer                                                | Leah Lemonier                |                                                                            |
| 1991 |                                  | Les secrets professionnels du Docteur Apfelgluck                   | a tudós                      |                                                                            |
| 1993 |                                  | Tout le monde n'a pas eu la chance d'avoir des parents communistes | Irène                        |                                                                            |
| 1993 |                                  | L'ombre du doute                                                   | Sophia                       |                                                                            |
| 1994 | Segítség, csaló!                 | Grosse fatigue                                                     | önmaga                       |                                                                            |
| 1995 |                                  | Gazon maudit                                                       | Marijo                       |                                                                            |
| 1997 |                                  | Didier                                                             | Madame Massart               |                                                                            |
| 1997 | Arlette szerencséje              | Arlette                                                            | Arlette Bathiat              | Borbás Gabi                                                                |
| 1998 |                                  | Un grand cri d'amour                                               | Gigi Ortega                  |                                                                            |
| 1999 | Nagymamák akcióban               | Le fils du Français                                                | Suzanne                      | Molnár Piroska                                                             |
| 2000 | A szabad gondolkodó              | Le libertin                                                        | Holbach báróné               | Molnár Piroska                                                             |
| 2000 | Színészek                        | Les acteurs                                                        | André Dussollier 2           |                                                                            |
| 2001 | Bűntény a Paradicsomban          | Un crime au paradis                                                | Lulu Braconnier              | Molnár Piroska                                                             |
| 2001 | Nőrültek                         | Absolument fabuleux                                                | Eddie Mousson                | Andresz Kati                                                               |
| 2002 | Kretének, de extrémek            | Le raid                                                            | Madame Jo                    | Kocsis Mariann                                                             |
| 2003 |                                  | Cette femme-là                                                     | Michèle Varin rendőrkapitány |                                                                            |
| 2004 |                                  | Madame Edouard                                                     | Nina Tchitchi                |                                                                            |
| 2004 | Elválni és megszeretni           | L'ex-femme de ma vie                                               | Marie-Pierre Sarrazin        | Molnár Piroska                                                             |
| 2005 |                                  | La vie est à nous!                                                 | Blanche Delhomme             |                                                                            |
| 2005 |                                  | J'ai vu tuer Ben Barka                                             | Marguerite Duras             |                                                                            |
| 2006 |                                  | Les bronzés 3: amis pour la vie                                    | Nathalie Morin               |                                                                            |
| 2007 | A vörös fogadó                   | L'auberge rouge                                                    | Rose Martin                  | Borbás Gabi                                                                |
| 2007 |                                  | La clef                                                            | Michèle Varin                |                                                                            |
| 2007 |                                  | Ruby Blue                                                          | Stéphanie                    |                                                                            |
| 2008 |                                  | Cliente                                                            | Irène                        |                                                                            |
| 2008 |                                  | Musée haut, musée bas                                              | anya a Chanelben             |                                                                            |
| 2009 |                                  | La Hérisson                                                        | Renée Michel                 |                                                                            |
| 2009 |                                  | Bancs publics (Versailles rive droite)                             | Solange Renivelle            |                                                                            |
| 2009 |                                  | Neuilly sa mère!                                                   | iskolaigazgató               |                                                                            |
| 2010 |                                  | Holiday                                                            | Christiane Mercier           |                                                                            |
| 2011 |                                  | Un heureux événement                                               | Claire, Barbara anyja        |                                                                            |
| 2011 |                                  | Beur sur la ville                                                  | Mamie Nova                   |                                                                            |
| 2011 |                                  | Sport de filles                                                    | Joséphine de Silène          |                                                                            |
| 2012 |                                  | Maman                                                              | Mine                         |                                                                            |
| 2012 |                                  | Mes héros                                                          | Olga                         |                                                                            |
| 2013 |                                  | Demi-soeur                                                         | Antoinette Novack            |                                                                            |
| 2013 |                                  | Tante Hilda!                                                       | Dolorès hangja               |                                                                            |
| 2014 |                                  | Les gazelles                                                       | Brigitte, Marie anyja        |                                                                            |
| 2015 |                                  | Le grand partage                                                   | a gondnok                    |                                                                            |
| 2016 | Vissza a mamahotelbe             | Retour chez ma mère                                                | Jacqueline Mazerin           | Horváth Zsuzsa                                                             |
| 2016 |                                  | Arrête ton cinéma                                                  | Brigitte                     |                                                                            |
| 2016 |                                  | Joséphine s'arrondit                                               | Josephine anyja              |                                                                            |
| 2017 |                                  | Un beau soleil intérieur                                           | Maxime                       |                                                                            |
| 2017 |                                  | Les nouvelles aventures de Cendrillon                              | Josépha, a szomszéd          |                                                                            |
| 2018 |                                  | Bécassine!                                                         | Mademoiselle Châtaigne       |                                                                            |
| 2018 |                                  | Volontaire                                                         | Muriel Baer                  |                                                                            |
| 2018 | Albert nélkül az élet            | J'ai perdu Albert                                                  | Simone Le Couidec            | Halász Aranka                                                              |
| 2018 |                                  | Vous êtes jeunes vous êtes beaux                                   | Mona                         |                                                                            |
| 2018 |                                  | Neuilly sa mère, sa mère!                                          | Madame Bachelot              |                                                                            |
| 2018 |                                  | Grâce à Dieu                                                       | Irène Thomassin              |                                                                            |
| 2019 |                                  | All Inclusive                                                      | Lulu                         |                                                                            |
| 2019 |                                  | Les envoûtés                                                       | Leonora Evesco               |                                                                            |
| 2019 |                                  | Beaux-parents                                                      | Coline Rossi                 |                                                                            |
| 2019 |                                  | L'intervention                                                     | Michèle Sampieri             |                                                                            |
| 2019 |                                  | L'esprit de famille                                                | Marguerite                   |                                                                            |
| 2020 |                                  | La pièce rapportée                                                 | Adélaïde Château-Têtard      |                                                                            |
| 2020 |                                  | C'est la vie                                                       | Dominique                    |                                                                            |
| 2021 |                                  | Tralala                                                            | Lili Rivière                 |                                                                            |
| 2021 |                                  | Mes très chers enfants                                             | Chantal Blanc                |                                                                            |
| 2021 |                                  | Un tour chez ma fille...                                           | Jacqueline Mazerin           |                                                                            |
| 2023 |                                  | Des mains en or                                                    | Martha                       |                                                                            |
| 2023 |                                  | Captives                                                           | Bobotte                      |                                                                            |
| 2024 |                                  | Quand vient l'automne                                              | Marie-Claude                 |                                                                            |
| 2025 |                                  | Délocalisés                                                        | Marianne                     |                                                                            |

### Televízió
| Év | Eredeti cím | Szerep | Megjegyzések |
| -- | ----------- | ------ | ------------ |

## Fontosabb díjak és jelölések
| Cím | Esemény | Díj | Kategória | Eredmény |
| --- | ------- | --- | --------- | -------- |